# Taos (Nuovo Messico)
Taos è una città e il capoluogo della contea di Taos nello Stato del Nuovo Messico, negli Stati Uniti. Secondo il censimento del 2020, la sua popolazione era di 6 601 abitanti. Situata nella regione centro-settentrionale del Nuovo Messico, si trova ai piedi dei Monti Sangre de Cristo.
Fondata nel 1615, è stata abitata e abbandonata a periodi alternati fino al 1795, quando l'allora governatore del Nuevo México, Fernando Chacón, notò l'importanza del posto come fortezza e avamposto commerciale per i nativi americani, che abitavano nella vicina località di Taos Pueblo e le comunità ispanofone di Ranchos de Taos, Cañon, Taos Canyon, Ranchitos, El Prado e Arroyo Seco. Il nome in inglese, Taos, deriva dalla lingua taos e significa "(luogo di) salici rossi".

## Geografia fisica
Secondo l'Ufficio del censimento degli Stati Uniti, ha una superficie totale di 5,70 mi² (14,76 km²).

## Società

### Evoluzione demografica
Secondo il censimento del 2020, la popolazione era di 6 601 abitanti.